# Cuesta de Santo Domingo

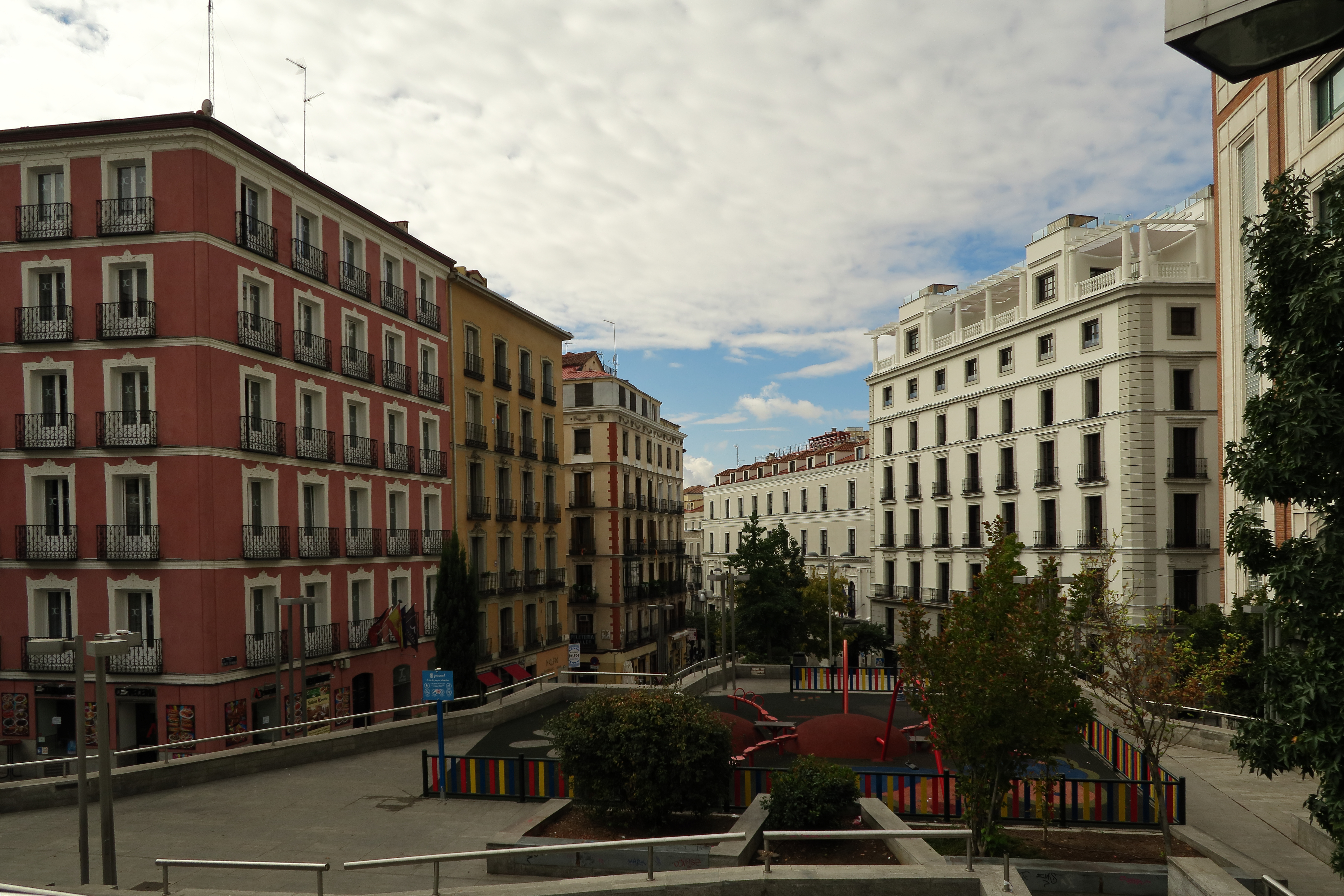
La Cuesta de Santo Domingo, en 2016

La Cuesta de Santo Domingo es una antigua vía urbana del barrio de Palacio del distrito Centro en Madrid. Asciende desde la calle de Arrieta, a un costado del Teatro Real, hasta la Plaza de Santo Domingo. Aunque existente como calle desde el siglo xiv, no recibió su denominación municipal como cuesta de Santo Domingo hasta 1835. En la década de 1960 la calle fue dividida por un aparcamiento de varias plantas de alzado, más tarde derruido y sustituido por uno subterráneo. De sus edificios podrían destacarse, además del ya desaparecido convento de santo Domingo que da nombre también a la plaza aneja, el que fuera palacio de los duques de Granada de Ega y la central telefónica que hace esquina a la calle de Fomento.

## Historia

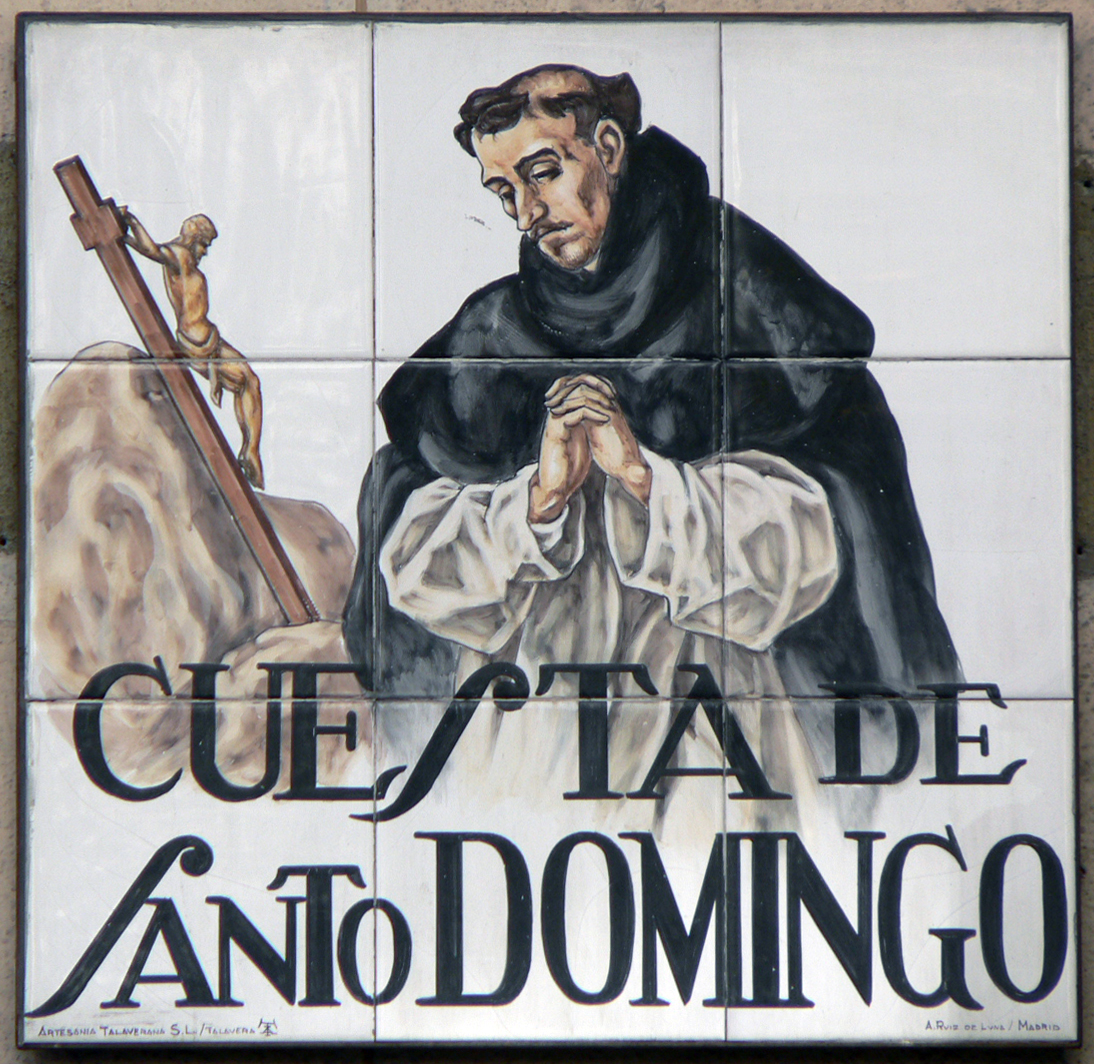
Placa cerámica de la calle, obra de Alfredo Ruiz de Luna.

Originalmente conocida a partir del siglo xiii como Subida o Bajada de Santo Domingo, tomó su nombre del Convento de Santo Domingo el Real, fundado por dicho patriarca dominico tras su visita a la capital española en 1218. Aunque dibujada, no aparece rotulada en los antiguos planos de Madrid, como el plano de Teixeira, de 1656, o el de Espinosa de los Monteros, de 1769.
Quedan documentos de que a partir del siglo xvi hubo casas de vecindad blasonadas, quizá por su cercanía al Alcázar de Madrid, y algunas conservadas a comienzo del siglo xx, como la descrita por Pédro de Répide en sus crónicas madrileñas, construida en 1611. Aunque de construcción muy posterior, se conserva el que fuera palacio de los duques de Granada de Ega y luego Diputación Provincial (reconvertido en hotel de una cadena internacional).

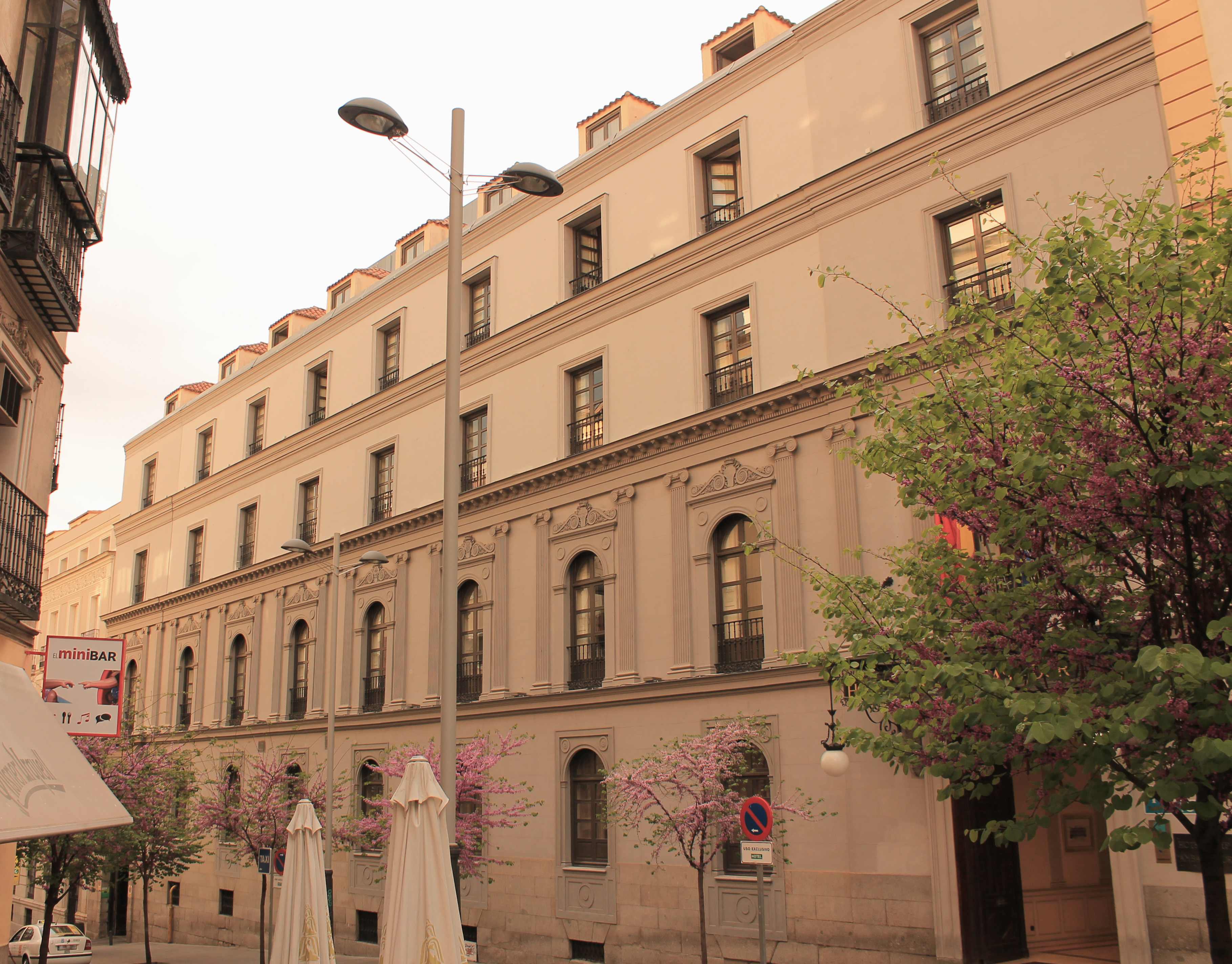
Fachada del Palacio del duque de Granada de Ega, en 2014.

En el capítulo legendario cabe anotar que en las cercanías con la plazuela hubo una fuente llamada del ‘agua bendita’, que quizá no fuera otra que la que luego sirvió de acomodo a la dibujada por Louis Meunier hacia 1665, desmontada en 1865.

## Antiguos vecinos
En el edificio del antiguo número tres de esta calle, donde estuvo la vieja Escuela Central de Idiomas, vivió el general Martínez Campos y, en el bajo derecha, murió el novelista Juan Valera. En el número 4, vivió la cantante Elena Sanz, recordada por su interpretación de La Favorita.